# Khadjou Sambe
Khadjou Sambe (* 1997 in Dakar) ist eine senegalesische Surferin. Sie ist die erste professionelle Surferin aus dem Senegal und die einzige Senegalesin, die an der World Surf League teilgenommen hat.

## Leben
Khadjou Sambe wohnt auf der Insel Ngor und ihr Wohnsitz taucht im Film The Endless Summer auf, als das Surfen zum ersten Mal auf der Insel eingeführt wurde. Sambe gehört der ethnischen Gruppe der Lébou an, die traditionell in der Nähe des Meeres lebt.
Sie ist eine von drei Senegalesen, die Mitglied der World Surf League sind, und die einzige Frau in der Liga.
Sie hat 2019 die erste Surfschule für Frauen im Senegal gegründet. Diese Surfschule gehört zum Projekt Black Girls Surf, das die amerikanische Surferin Rhonda Harper zur Förderung von schwarzen Surferinnen ins Leben gerufen hat.